# Hymenophyllum tunbridgense
Hymenophyllum tunbridgense là một loài dương xỉ trong họ Hymenophyllaceae. Loài này được Sm.in Sowerby mô tả khoa học đầu tiên.
Danh pháp khoa học của loài này chưa được làm sáng tỏ. 